# Innenheim
Innenheim es una localidad y comuna francesa, situada en el departamento de Bajo Rin en la región de Alsacia.
| 692 | 731 | 908 | 862 | 840 | 1015 |
| Para los censos de 1962 a 1999 la población legal corresponde a la población sin duplicidades (Fuente: INSEE [Consultar]) |     |     |     |     |      |

## Lugares de interés
La capilla de loup (lobo)